# Бурльов (община)
Община Бурльов (на шведски: Burlövs kommun) е разположена в лен Сконе, югоизточна Швеция с обща площ 19 km2 и население 17 114 души (към 31 декември 2013). Административен център на община Бурльов е град Арльов.